# Circonscription autonomique d'Ávila
Ne doit pas être confondu avec Circonscription électorale d'Ávila.
La circonscription électorale d'Ávila est l'une des neuf circonscriptions électorales de Castille-et-León pour les élections aux Cortes de Castille-et-León.
Elle correspond géographiquement à la province d'Ávila.

## Synthèse
| AP & alliés |       | 3 | 2 |   |   |   |   |   |   |   |   |   |  |  |
| CDS         |       | 2 | 3 | 2 |   |   |   |   |   |   |   |   |  |  |
| PSOE        |       | 2 | 2 | 2 | 2 | 2 | 2 | 2 | 2 | 2 | 2 | 2 |  |  |
| PP          |       |   |   | 3 | 5 | 5 | 5 | 5 | 5 | 4 | 3 | 3 |  |  |
| Cs          |       |   |   |   |   |   |   |   |   | 1 | 1 |   |  |  |
| XAV         |       |   |   |   |   |   |   |   |   |   | 1 | 1 |  |  |
| Vox         |       |   |   |   |   |   |   |   |   |   |   | 1 |  |  |
|             |       |   |   |   |   |   |   |   |   |   |   |   |  |  |
| Total       | Total | 7 | 7 | 7 | 7 | 7 | 7 | 7 | 7 | 7 | 7 | 7 |  |  |

## Résultats détaillés

### 1983
| Parti      | Parti | Députés élus                                                                       |
| ---------- | ----- | ---------------------------------------------------------------------------------- |
| AP-PDP-UL  |       | Vicente Bosque Hita, Francisco Senovilla Callejo, Ricardo Saborit Martínez-Polanco |
| PSCyL-PSOE |       | Juan Antonio Lorenzo Martín, Gregorio García Antonio                               |
| CDS        |       | Daniel de Fernando Alonso, José Manuel Hernández Hernández                         |

### 1987
| Parti      | Parti | Députés élus                                                                    |
| ---------- | ----- | ------------------------------------------------------------------------------- |
| CDS        |       | Daniel de Fernando Alonso, José María Monforte Carrasco, Pedro García Burguillo |
| AP         |       | Vicente Bosque Hita, Félix San Segundo Nieto                                    |
| PSCyL-PSOE |       | Juan Antonio Lorenzo Martín, Santiago Crespo González                           |

### 1991
| Parti      | Parti | Députés élus                                                                        |
| ---------- | ----- | ----------------------------------------------------------------------------------- |
| PPCyL      |       | José Manuel Fernández Santiago, Félix San Segundo Nieto, Sebastián González Vázquez |
| PSCyL-PSOE |       | Juan Antonio Lorenzo Martín, Santiago Crespo González                               |
| CDS        |       | Daniel de Fernando Alonso, José María Monforte Carrasco                             |

- Félix San Segundo (PPCyL) est remplacé en juillet 1993 par María del Pilar San Segundo Sánchez.

### 1995
| Parti      | Parti | Députés élus |
| ---------- | ----- | --- |
| PPCyL      |       | José Manuel Fernández Santiago, María del Pilar San Segundo Sánchez, Fructuoso Corona Blanco, Gregorio Rodríguez de la Fuente, Mario Galán Sáez |
| PSCyL-PSOE |       | Exiquio Florentino García Calvo, Daniel Mesón Salvador                                                                                          |

- Exiquio García (PSCyL-PSOE) est remplacé en novembre 1996 par Agustín Prieto Mijarra.

### 1999
| Parti      | Parti | Députés élus |
| ---------- | ----- | --- |
| PPCyL      |       | José Manuel Fernández Santiago, María del Pilar San Segundo Sánchez, María Dolores Ruiz-Ayúcar Zurdo, Jesús Roberto Jiménez García, Gregorio Rodríguez de la Fuente |
| PSCyL-PSOE |       | José Manuel Hernández Hernández, Ana María Granado Sánchez |

### 2003
| Parti      | Parti | Députés élus |
| ---------- | ----- | --- |
| PPCyL      |       | José Manuel Fernández Santiago, María del Pilar San Segundo Sánchez, Jesús Roberto Jiménez García, Gregorio Rodríguez de la Fuente, María Dolores Ruiz-Ayúcar Zurdo |
| PSCyL-PSOE |       | Augusto César Martín Montero, María Mercedes Martín Juárez |

- Augusto Martín (PSCyL-PSOE) est remplacé en mai 2004 par José María Casado Salgado.

### 2007
| Parti      | Parti | Députés élus |
| ---------- | ----- | --- |
| PPCyL      |       | José Manuel Fernández Santiago, Alicia García Rodríguez, Jesús Roberto Jiménez García, María Dolores Ruiz-Ayúcar Zurdo, Vidal Galicia Jaramillo |
| PSCyL-PSOE |       | Inmaculada Yolanda Vázquez Sánchez, Fernando María Rodero García                                                                                |

- Alicia García (PPCyL) est remplacée en juillet 2007 par Rubén Rodríguez Lucas.

### 2011
| Parti      | Parti | Députés élus |
| ---------- | ----- | --- |
| PPCyL      |       | José Manuel Fernández Santiago, Alicia García Rodríguez, Vidal Galicia Jaramillo, María Victoria Moreno Saugar, Rubén Rodríguez Lucas |
| PSCyL-PSOE |       | María Mercedes Martín Juárez, Fernando María Rodero García                                                                            |

### 2015
| Parti      | Parti | Députés élus                                                                                                   |
| ---------- | ----- | --- |
| PPCyL      |       | Alicia García Rodríguez, José Manuel Fernández Santiago, Vidal Galicia Jaramillo, María Victoria Moreno Saugar |
| PSCyL-PSOE |       | María Mercedes Martín Juárez, Juan Carlos Montero Muñoz                                                        |
| Cs         |       | María Belén Rosado Diago                                                                                       |

### 2019
| Parti      | Parti | Députés élus                                                              |
| ---------- | ----- | ------------------------------------------------------------------------- |
| PPCyL      |       | Miguel Ángel García Nieto, Vidal Galicia Jaramillo, Ruth Pindado González |
| PSCyL-PSOE |       | Eugenio Miguel Hernández Alcojor, María Soraya Blázquez Domínguez         |
| Cs         |       | David Jesús Martín Martín                                                 |
| XAV        |       | Pedro José Pascual Muñoz                                                  |

- David Martín (Cs) est remplacé en septembre 2019 par Inmaculada Gómez Jiménez.
- Ruth Pindado (PP) est remplacée en septembre 2019 par David Beltrán Martín.

### 2022
| Parti      | Parti | Députés élus                                                                                     |
| ---------- | ----- | ------------------------------------------------------------------------------------------------ |
| PPCyL      |       | José Francisco Hernández Herrero, María de los Ángeles Prieto Sánchez, Miguel Ángel García Nieto |
| PSCyL-PSOE |       | Eugenio Miguel Hernández Alcojor, María Soraya Blázquez Domínguez                                |
| Vox        |       | José Antonio Palomo Martín                                                                       |
| XAV        |       | Pedro José Pascual Muñoz                                                                         |

- José Hernández (PP) est remplacé en mai 2022 par David Beltrán Martín.